# マンデルブロ (クッキー)
マンデルブロ(Mandelbrot)は、アシュケナジムが作るクッキーであり、東ヨーロッパのユダヤ人の間で人気がある。イディッシュ語でmandlbroytは「アーモンドのパン」の意味で、主材料にアーモンドを用いることを表す。通常、ローフの形に一度焼いてから厚めにスライスし、外側をカリカリにするために再度焼く。東ヨーロッパのラビ、商人やその他の流浪するユダヤ人の間で、保存性の高いデザートとして人気がある。
正確な起源は不明であるが、似たようなイタリアのクッキーであるビスコッティと歴史的な関係があると考えられている。バターではなく油を用いて作るため、パレーブであり、安息日のディナーでも食べられる。
基本的な材料は、小麦粉、砂糖、卵、油から作る。さらに、アーモンド、クルミ、シナモン、チョコチップまたは刻んだ砂糖漬け等を加えることもある。ウクライナではkamishbrotと呼ばれ、アメリカ合衆国では、どちらも互換的な言葉として用いられる。